# 梅沢良三
梅沢 良三（うめざわ りょうぞう、1944年 - ）は、日本の構造家。梅沢建築構造研究所 (USE) 主宰。群馬県生まれ。

## 概要
1968年日本大学理工学部建築学科卒業後、木村俊彦構造設計事務所入社。  1975年, 一級建築士免許取得。1977年には、丹下健三都市建築設計研究所入社。1978年、オラン大学監理の為、アルジェリア・オラン市へ。1984年に（株）梅沢建築構造研究所設立。
構造設計の主要作品として、藤沢市湘南台文化センター（1992年）、すみだ生涯学習センター（1995年）、和洋女子大学佐倉セミナーハウス（1998年）鳥取県立フラワーパーク（2000年）、Sony Music Entertainment、自邸兼アトリエ「IRONY SPACE」（2003年）、彩の国くまがやドーム(2005年)、東滑川海浜地区整備事業健康増進棟（2007年）、IRON HOUSE（2007年）、荏田の集合住宅（2006年）、成城学園幼稚園（2006年）、 秋葉原有料トイレ・ゴンドラ（2006年）ほか多数。
1995年、すみだ生涯学習センターの構造設計でJSCA賞受賞。1999年、ミニ・ハウスの構造設計で東京建築士会住宅建築賞金賞受賞。2000年、鳥取県立フラワーパークで第10回松井源吾賞受賞。2009年、IRON HOUSEで東京建築士会「住宅建築賞」金賞。 彩の国くまがやドームでJSCA賞。